# イプシ・モレノ
イプシ・モレノ・ゴンサレス（Yipsi Moreno González, 1980年11月19日 - ）は、キューバの陸上競技選手で、ハンマー投の選手。モレノは、北京オリンピックの金メダリストである。また、世界選手権では、2001年から2005年まで3連覇している。

## 経歴
モレノは11歳のときに陸上競技を始め、最初は砲丸投や円盤投を行っていた。当時、女子ハンマー投は公式の種目ではなかったためである。しかし、1993年以降、国内で女子ハンマー投が普及するにつれ、最終的にモレノはハンマー投を専門とするようになった。徐々に実力を伸ばし、1998年の世界ジュニア選手権で4位入賞。翌年には66.34mの世界ジュニア記録（当時）をマークするが、同年の世界選手権では58.68mで18位に終わった。
2000年シドニーオリンピックでは、当時の世界記録保持者ミハエラ・メリンテ（ルーマニア）がドーピング疑惑により直前に出場を取りやめる中、4位入賞を果たす。2001年には自己記録を70m以上まで伸ばし、世界選手権ではカミラ・スコリモフスカ（ポーランド）、オリガ・クゼンコワ（ロシア）といった強豪を抑えて優勝。記録は70.65mの北中米新記録（当時）で、クゼンコワとは4cm差であった。
2003年、7月に自己記録を75mまで伸ばすなど調子を上げ、世界選手権では連覇を達成。2004年、4月に自己記録を更新する75.18mを記録するなど、アテネオリンピックの優勝候補であった。しかし、迎えたオリンピックでは、それまで世界大会で4大会連続で2位に終わっていたクゼンコワが好調であった。クゼンコワは予選からオリンピック記録を更新する73.71mを記録すると、決勝は75.02mまで記録を伸ばして優勝。モレノはファウルが多く、終始クゼンコワにリードを許し、2位であった。2005年の世界選手権では、女子選手2人目の3連覇が懸かっていた。決勝では、7月に77.06mの世界記録（当時）をマークしていたタチアナ・ルイセンコ（ロシア）は上回ったものの、今大会もクゼンコワに敗れ、雪辱ならず2位に終わった。しかし後にクゼンコワのドーピング違反により金メダルを獲得し、3連覇を達成した。
2007年の世界選手権では、予選でクゼンコワが敗退し、決勝は前年から急成長を遂げたベティ・ハイドラー（ドイツ）との一騎討ちとなった。ハイドラーが74.76mを出す中でのモレノの6投目、モレノのハンマーはハイドラーの記録を超えたかに見えたが、2cm及ばず74.74mであった。2008年北京オリンピックでは、当時のオリンピック記録を上回る75.20mを記録したもののアクサナ・ミアンコワ（ベラルーシ）が、さらに上のオリンピック新記録の76.34mをマークし優勝、モレノは2位にとどまったが、後日ミアンコワのドーピング違反が発覚しメダル剥奪、モレノは繰り上がりで金メダルを獲得した。

## 実績（ハンマー投）
| 年度 | 大会                               | 場所                         | 結果 | 記録   |
| ---- | ---------------------------------- | ---------------------------- | ---- | ------ |
| 2000 | オリンピック                       | シドニー（オーストラリア）   | 4位  | 68.33m |
| 2001 | 世界選手権                         | エドモントン（カナダ）       | 1位  | 70.65m |
| 2001 | ユニバーシアード                   | 北京（中国）                 | 2位  | 68.39m |
| 2003 | 世界選手権                         | パリ（フランス）             | 1位  | 73.33m |
| 2003 | IAAFワールドアスレチックファイナル | ソンバトヘイ（ハンガリー）   | 1位  | 73.42m |
| 2004 | オリンピック                       | アテネ（ギリシャ）           | 2位  | 73.36m |
| 2005 | 世界選手権                         | ヘルシンキ（フィンランド）   | 1位  | 73.08m |
| 2005 | IAAFワールドアスレチックファイナル | ソンバトヘイ（ハンガリー）   | 1位  | 74.75m |
| 2006 | IAAFワールドアスレチックファイナル | シュトゥットガルト（ドイツ） | 3位  | 71.85m |
| 2007 | 世界選手権                         | 大阪（日本）                 | 2位  | 74.74m |
| 2007 | IAAFワールドアスレチックファイナル | シュトゥットガルト（ドイツ） | 1位  | 73.76m |
| 2008 | オリンピック                       | 北京（中国）                 | 1位  | 75.20m |
| 2008 | IAAFワールドアスレチックファイナル | シュトゥットガルト（ドイツ） | 1位  | 74.09m |

## 記録
- ハンマー投 76.62m （2008年9月9日、北中米記録[3]）

## 注
1. ↑  世界選手権で3連覇を達成していた女子選手は、当時は砲丸投のアストリッド・クンバーヌス（ドイツ）のみであった。2015年1月現在でも、クンバーヌス、七種競技のカロリナ・クリュフト（スウェーデン）、200mのアリソン・フェリックス（アメリカ）、砲丸投のバレリー・アダムス（ニュージーランド）、走幅跳のブリトニー・リース（アメリカ）の5人しか達成していない。
2. ↑  当初は2位だったものの、1位アクサナ・ミアンコワのドーピング発覚で繰り上がり1位となった。IOC Beijing2008 Athletics Hammer throw women
3. ↑  Hammer Throw Records - iaaf.org